# Christoph Dietrich
Christoph Dietrich (* 1954) ist ein deutscher Hörspielregisseur.

## Leben
Christoph Dietrich wuchs in Essen und Düsseldorf auf und studierte nach dem Abitur Mathematik, Germanistik und Geschichte in Münster und Berlin. Ab Mitte der 1980er Jahre arbeitete er als Freier Mitarbeiter für die Kulturprogramme des Senders Freies Berlin und des RIAS, als Autor, Producer, Dramaturg, Musik-Redakteur. Seit 1994 ist er als freier Regisseur und Bearbeiter für das DLR und die ARD mit den Schwerpunkten Hörspiel, Kinderhörspiel, Feature und Lesung tätig. Seit 2005 produziert er auch Hörbücher.
Neben seiner Tätigkeit als Regisseur arbeitet er auch als Dozent für den Bereich „Mikrofon- und Medien-Sprechen“, an verschiedenen Schauspielschulen und Fortbildungseinrichtungen, – unter anderem an der Universität der Künste Berlin, der Hochschule für Film und Fernsehen „Konrad Wolf“, der Hochschule für Musik und Theater „Felix Mendelssohn Bartholdy“ Leipzig, der Theaterakademie Vorpommern, der Hochschule für Schauspielkunst „Ernst Busch“, - am Institut für Schauspiel, Film- und Fernsehberufe iSFF (bis 2012) und an der Coaching Company Berlin (bis 2020).

## Werke (als Regisseur)

### Hörspiele (Auswahl)
- 1995: Das Geheimnis des persischen Sklaven von Waldtraut Lewin, SFB
- 1996: Detective Andy und der Ostersonntagsmord von Anthony Ingrassia, DLR
- 1996: Tut, Tut, Tot von Peter Jacoby, SFB
- 1997: Niedere Frequenzen von Hannelore Hippe, DLR
- 1998: Die Reise zum Ätna von Anders Bodelsen, MDR
- 1999: Ringkampf von Thea Dorn und Regine Ahrem, DLR[1]
- 1999: Liebermans Wahnsinn von Stuart Kaminsky und Regine Ahrem, SWR
- 1999: Der Himmel von Hollywood I / II von Leon de Winter, WDR
- 2000: Tief in der Nacht, von Francis Durbridge, MDR
- 2000: Lauter nette Menschen von Gordian Beck, BR
- 2000: Tod im Herbst von Magdalen Nabb, DLR
- 2001: Alta Moda von Magdalen Nabb, DLR
- 2002: Hellas Channel I / II von Petros Markaris, WDR
- 2002: Ein Brief an Hanny Porter von Thor Kunkel und Steffen Moratz, MDR
- 2002: Pondarosa: Privatdetektivin, Der Fall „Hohlwelt“ von Christian Gailus, BR
- 2003: Nachtblüten von Magdalen Nabb, DLR[2]
- 2004: Die Affäre Leopold-Loeb von Rolf Schneider, RBB, MDR
- 2004: Blaubarts Gärtner von Christoph Güsken, DLR[3]
- 2005: Stille Nacht – Heilige Nacht von Thomas Stiller, SWR
- 2006: Im Zeichen der Medusa von Michael Dibdin, WDR
- 2007: Sizilianisches Finale von Michael Dibdin, WDR
- 2007: Hoffmanns Rache von Christoph Prochnow; DLR
- 2008: Keine Leiche in Amsterdam von Simon de Waal, WDR[4]
- 2011: „Ich bin ein Schweinehund, das ist gar nicht auszudenken!“ von Matthias Eckoldt und Tatjana Rese (1. Preis 'Das lange brennende Mikro' Berliner Hörspielfestival 2012)
- 2011: Halpern & Johnson von Lionel Goldstein, MDR
- 2012: Daheim, Hörstücke von Ingrid Lausund, RBB
- 2013: Abschiedsgeschenk von Gert Roland Stiepel, NDR (nominiert für den 'Hörspielpreis der Kriegsblinden' 2014)
- 2014: LEI e LUI – SIE und ER von Andrea de Carlo, NDR
- 2015: Sokrates lässt grüßen! von Petros Markaris, DLR

### Kinderhörspiele (Auswahl)
- 1994: Der Zauberer von Oz I / II  von L. Frank Baum, Heidi Knetsch und Stefan Richwien, SFB, NDR, Radio Bremen
- 1999: Die Tochter des Ganovenkönigs von Ad de Bont, SWR
- 2000: In einem tiefen, dunklen Wald von Paul Maar, SWR, BR, WDR
- 2002: Das Geheimnis der verborgenen Insel von Eva Ibbotson und Katrin Wenzel, SWR
- 2006: Der Geist des Apothekers von Penelope Livley und Katrin Wenzel, MDR
- 2010: Paul 4 und die Schröders von Andreas Steinhöfel, NDR
- 2015: Flo und der Zahnvampir von Lena Hach, MDR[5]

### Hörbücher (Auswahl)
- 1998: Vier Zeiten – Erinnerungen von Richard von Weizsäcker
- 2005: Um eine Liebesnacht von Émile Zola
- 2005: Das Marmorbild von Joseph von Eichendorff
- 2005: Münchhausen von Gottfried August Bürger
- 2005: Die schönsten Märchen der Romantik von Clemens Brentano, Eduard Mörike, Ernst Moritz Arndt, Novalis und Joseph von Eichendorff
- 2006: Winterträume / Die Hochzeitsparty von F. Scott Fitzgerald
- 2006: Fettklöschen von Guy de Maupassant
- 2006: Schulmeisterlein Wutz von Jean Paul
- 2006: Maigret und der gelbe Hund von Georges Simenon
- 2006: Maigret und die alte Dame von Georges Simenon
- 2006: Maigret kämpft um den Kopf eines Mannes von Georges Simenon
- 2007: Seegrund von Volker Klüpfel und Martin Kober
- 2007: Maigret und die Keller des „Majestic“ von Georges Simenon
- 2008: Eine Hand voller Sterne von Rafik Schami (Hörbuch des Monats Juni)
- 2008: Maigret und das Dienstmädchen von Georges Simenon
- 2008: Junger Mann aus reichem Hause von F. Scott Fitzgerald
- 2008: Morddrohungen von Georges Simenon
- 2010: Wenn ich bleibe von Gayle Forman